# Lijst van afleveringen van Centraal Medisch Centrum
Deze pagina bevat een lijst van afleveringen van de Nederlandse televisieserie  Centraal Medisch Centrum.

## Overzicht
| Seizoen | Aantal afleveringen | Uitgezonden                      | Verschijningsdatum dvd/blu-ray |  |
| ------- | ------------------- | -------------------------------- | ------------------------------ |  |
| 1       | 10                  | 2 oktober 2016 – 4 december 2016 | 16 december 2016               |  |
| 2       | 10                  | 21 januari 2018 – 25 maart 2018  | n.n.b.                         |  |

## Afleveringen

### Seizoen 1 (2016)
| Nr. | Titel              | Regisseur    | Schrijver(s)                  | Datum            | Kijkcijfers |
| --- | ------------------ | ------------ | ----------------------------- | ---------------- | ----------- |
| 1 | Hart versus hoofd  | Zip Wertwijn | Kim Post & Susan Stam         | 2 oktober 2016   | 1.539.000   |
| Cleo de Waard komt zich voorstellen als de nieuwe directeur van het het CMC, maar niet iedereen is even blij met haar komst. Ondertussen moet het personeel hard doorwerken en proberen hun hoofd koel te houden in de rare situaties. |                    |              |                               |                  |             |
| 2 | Reddende engel     | Will Koopman | Susan Stam & Daan Windhorst   | 9 oktober 2016   | 1.214.000   |
| In het CMC wordt een Syrische jongen gebracht; de jongen blijkt grote problemen binnen het AZC te hebben maar dat is niet het enige. Sebastiaan blijkt zijn redderende engel te zijn, omdat ze een overeenkomst hebben. Cleo ziet de kwartaalcijfers van het ziekenhuis en schrikt ervan, ze maakt een rap besluit om meer geld te kunnen verdienen.                     |                    |              |                               |                  |             |
| 3 | Egokweller         | Zip Wertwijn | Lieke van Boezem & Susan Stam | 16 oktober 2016  | 1.220.000   |
| Het ego van Jacob wordt steeds groter wanneer hij voor een tv-programma wordt gevraagd, maar wordt door Lis met beide benen op de grond gezet. Ook Lis wordt even op de feiten gedrukt omtrent haar houding. Ondertussen wordt een alcoholist met een hoofdwond binnengebracht, maar zijn identiteit blijft onbekend, tot hij vertelt wie zijn dochter is.               |                    |              |                               |                  |             |
| 4 | Op verkeerde been  | Will Koopman | Kim Post                      | 23 oktober 2016  | 996.000     |
| Cleo staat sinds vijftien jaar weer oog-in-oog met haar vader, maar weet niet zo goed wat ze met de situatie aan moet. Ondertussen is Cleo druk bezig met de boekhouding van het ziekenhuis, maar vindt door haar collega's veel onregelmatigheden. |                    |              |                               |                  |             |
| 5 | Kloppend hart      | Zip Wertwijn | Nienke Römer                  | 30 oktober 2016  | 1.031.000   |
| Tara's moeder blijk ernstig ziek te zijn, maar Tara wil haar collega's er niet mee lastigvallen. Maar door haar moeder lijdt haar werk er wel onder. Philippe biecht Cleo dingen op uit het verleden, wat de dubieuze boekhouding van het CMC kan verklaren. Aaron van de pers ontvangt hierover een anoniem telefoontje...                                              |                    |              |                               |                  |             |
| 6 | In vuur op         |              | Nienke Römer                  | 6 november 2016  | 1.275.000   |
| Artsen zijn zelf vaak de lastigste patiënten zelf, dit bewijst Leonard van der Horst de mentor van Jacob. Patries vindt het moeilijk om te stoppen met roken, zelfs nu ze de diagnose COPD heeft. Noor krijgt twijfels over haar leven en relatie met Jacob. |                    |              |                               |                  |             |
| 7 | Gebroken met lijm  | Zip Wertwijn | Nienke Römer                  | 13 november 2016 | 1.086.000   |
| Aaron heeft een artikel geschreven over het CMC, dit tot grote woede van Lis die duidelijk had gevraagd dit niet te doen. Jacob probeert meermaals goed te maken met Noor, maar heeft weinig kans van slagen. Op Cleo's verjaardag krijgt de jarige behalve haar leukste cadeau ook haar grote verdriet te verwerken.                                                    |                    |              |                               |                  |             |
| 8 | Uitgekozen familie | Zip Wertwijn | Nienke Römer                  | 20 november 2016 | 951.000     |
| Cleo ziet het niet meer zitten door de problemen op haar werk, maar ook door haar problemen privé. Zij blijkt echter niet de enige te zijn die het zwaar heeft. Dilem heeft ruzie met haar ex-man en Ivo lijkt daar de dupe van te worden. Willemijn probeert de grote zus te zijn die ze altijd al had moeten zijn. Jacob lijkt grote problemen met zichzelf te hebben. |                    |              |                               |                  |             |
| 9 | Verliefd op jezelf | Zip Wertwijn | Eva Aben & Zip Wertwijn       | 27 november 2016 | 967.000     |
| Cleo krijgt steeds meer te weten over wie er achter de fraude kan zitten en een confrontatie met Willemijn mondt uit tot een grote ruzie, dit gaat ten koste van Willemijns positie en vertrouwen. Jacob krijgt uitslag van zijn onderzoeken en moet een grote schrik verwerken. Lis gaat te ver en dit gaat ten koste van haar eigen gezondheid.                        |                    |              |                               |                  |             |
| 10 |                    | Zip Wertwijn | Lex Wertwijn & Zip Wertwijn   | 4 december 2016  | 950.000     |

### Seizoen 2 (2017)
Voordat het seizoen in januari 2018 op televisie verscheen was het op 17 december 2017 al in zijn geheel te zien op Videoland.
| Nr. | Titel         | Regisseur           | Schrijver(s)                                                     | Datum            | Kijkcijfers |
| --- | ------------- | ------------------- | ---------------------------------------------------------------- | ---------------- | ----------- |
| 11 | Aflevering 1  | Zip Wertwijn        | Daan Windhorst                                                   | 21 januari 2018  | 708.000     |
| Na de fraudezaak lijkt alles weer in orde in het CMC, maar journalist Aaron is ervan overtuigd dat er iets niet klopt en zet Cleo onder druk. Een freerunning-stunt van twee jonge vloggers loopt gevaarlijk uit de hand. |               |                     |                                                                  |                  |             |
| 12 | Aflevering 2  | Zip Wertwijn        | Nasja Covers, Nynke de Jong, Esther Wouda                        | 28 januari 2018  | 612.000     |
| Een jonge man zakt in elkaar in de entreehal van het ziekenhuis. Een schotwond. Maar wie had het op hem gemunt? Luuk wil dat Cleo openlijk uitkomt voor hun liefde. |               |                     |                                                                  |                  |             |
| 13 | Aflevering 3  | Harm van der Sanden | Daan Windhorst                                                   | 4 februari 2018  | 710.000     |
| Noor is weer terug, maar verzwijgt waar ze al die weken is geweest. Dit tot ergernis van Dilem. De spanningen tussen Luuk en Cleo lopen op. Hij heeft de indruk dat ze iets voor hem verbergt. |               |                     |                                                                  |                  |             |
| 14 | Aflevering 4  | Harm van der Sanden | Dramaqueens, Lotta Magnusson, Jacqueline Rogers                  | 11 februari 2018 | 567.000     |
| Terwijl Max en Lis strijden om de felbegeerde functie van medisch directeur, zoekt Jacob wanhopig naar een nieuwe invulling van zijn leven. Sebastiaan doet een zeldzame medische ontdekking. |               |                     |                                                                  |                  |             |
| 15 | Aflevering 5  | Zip Wertwijn        | Dramaqueens, Lotta Magnusson, Jacqueline Rogers                  | 18 februari 2018 | 571.000     |
| Mia besluit Jayda in huis te nemen en Jacob krijgt verrassend advies van zijn coach. De recherche draait Cleo de duimschroeven aan, maar ze verzwijgt dit voor Luuk wat uitloopt op knallende ruzie. |               |                     |                                                                  |                  |             |
| 16 | Aflevering 6  | Zip Wertwijn        | Nynke de Jong, Esther Wouda, Lidewij Martens                     | 25 februari 2018 | 618.000     |
| Cleo probeert het CMC en haar relatie met Luuk weer op de rails te krijgen, maar dan krijgt ze een reeks vreemde telefoontjes. Tara neemt een moedige stap: ze gaat haar dromen achterna. |               |                     |                                                                  |                  |             |
| 17 | Aflevering 7  | Harm van der Sanden | Nynke de Jong, Esther Wouda                                      | 4 maart 2018     | 664.000     |
| Cleo krijgt een schokkend bericht. Het nieuwe koffiemeisje legt Emily een dating-app uit. Ook Jacob heeft een spannende date. Noor maakt schoon schip, maar met averechts effect. |               |                     |                                                                  |                  |             |
| 18 | Aflevering 8  | Harm van der Sanden | Dramaqueens, Lotta Magnusson, Jacqueline Rogers                  | 11 maart 2018    | 683.000     |
| Ineens duikt Philippe weer op en Cleo en de artsen zijn gedwongen hem te helpen. Boris en Mia kunnen nauwelijks meer van elkaar afblijven, terwijl Max worstelt met zijn gevoelens voor Emily. |               |                     |                                                                  |                  |             |
| 19 | Aflevering 9  | Zip Wertwijn        | Lidewij Martens, Dramaqueens, Lotta Magnusson, Jacqueline Rogers | 18 maart 2018    | 508.000     |
| Jacob voelt zich steeds ongemakkelijker tegenover Vanessa: moet hij haar opbiechten dat hij Alzheimer heeft? De broer van een patiënt laat zijn oog vallen op Dilem. Sebastiaan zoekt weer contact met zijn ex David. Ook Max trekt de stoute schoenen aan. |               |                     |                                                                  |                  |             |
| 20 | Aflevering 10 | Zip Wertwijn        | Kees Vroege, Dramaqueens                                         | 25 maart 2018    | 605.000     |
| Noor kruipt door het oog van de naald en wil haar leven beteren, maar is het te laat? Lis wil Aaron romantisch verrassen. De prille liefde tussen Liam en Dilem wordt overschaduwd door zorgen om Liams zieke broer. Cleo wordt neergestoken door een patiënt en komt op de IC te liggen. Daar hoort Luuk dat hij vader wordt, Cleo is zwanger maar haar toestand is kritiek. |               |                     |                                                                  |                  |             |